# The Lords of Midnight
The Lords of Midnight est un jeu vidéo d'aventure écrit par Mike Singleton, édité en 1984 pour le ZX Spectrum. Très bien accueilli, il est rapidement adapté pour l'Amstrad CPC et le Commodore 64. Singleton crée pour ce jeu une nouvelle technique d'affichage appelée landscaping qui permet au joueur de se représenter l'environnement d'un point de vue subjectif.

## Système de jeu
The Lords of Midnight est une aventure prenant place dans un royaume fantastique. Le joueur commence avec quatre héros (Luxor, Rorthron, Corleth et Morkin) et a la possibilité de recruter jusqu'à vingt-huit autres personnages pour tenter de défaire l'armée du terrible sorcier Doomdark. À la fin de chaque tour de jeu, Doomdark plonge le monde dans les ténèbres, révélant après coup le résultat des batailles. La partie est gagnée lorsque la couronne de glace de Doomdark est détruite ou lorsque sa citadelle tombe. Au moment de la sortie du jeu, Mike Singleton pensait que Doomdark ne pouvait être vaincu mais les joueurs lui ont rapidement donné tort.

## Adaptations
Avec la collaboration de Chris Wild, le jeu est adapté à partir de 2012 sur iOS, Android, Blackberry OS et Microsoft Windows.

## Accueil
Le jeu est l'une des entrées de l'ouvrage Les 1001 jeux vidéo auxquels il faut avoir joué dans sa vie.